# ديمتري خوخلوف
ديمتري خوخلوف (بالروسية: Дмитрий Валерьевич Хохлов)‏ (مواليد 22 ديسمبر 1975) هو لاعب كرة قدم. يلعب مع منتخب روسيا لكرة القدم. سبق له أن لعب في كأس العالم لكرة القدم مع منتخب بلاده.

## روابط خارجية
- ديمتري خوخلوف على موقع قاعدة بيانات كرة القدم.إي يو (الإنجليزية)
- ديمتري خوخلوف على موقع ناشيونال فوتبول تيمز (الإنجليزية)
- ديمتري خوخلوف على موقع عالم كرة القدم.نت (الإنجليزية)